# 4253 Märker
A 4253 Märker (ideiglenes jelöléssel 1985 TN3) a Naprendszer kisbolygóövében található aszteroida. Carolyn Shoemaker fedezte fel 1985. október 11-én.